# NK Iskra Bugojno
NK Iskra Bugojno is een Bosnische voetbalclub uit Bugojno. De club speelt in het Jaklić Stadion dat plaats biedt aan 12.000 toeschouwers.
Ten tijde van Joegoslavië promoveerde de club in 1984 naar de hoogste klasse en eindigde het volgende seizoen samen met Radnicki Nis op de laatste plaats met 27 punten. Troostprijs dat seizoen was wel de Mitropacup.
Na de onafhankelijkheid van Bosnië en Herzegovina startte de club in de Bosnische-moslim competitie. In het tweede seizoen (1996) werd de club laatste. Twee jaar later promoveerde de club opnieuw en eindigde drie seizoenen in de middenmoot. Een van de beste seizoenen was 2000/01 toen Iksra negende werd op 22 clubs. Het volgende seizoen was de competitie nog maar met 16 clubs en hier werd Iskra laatste. Na dit seizoen werd de competitie ook toegankelijk voor Servische clubs, enkele jaren eerder ook al Kroatische waardoor er meer concurrentie is. Na twee seizoenen in de subtop degradeerde de club in 2006 uit de tweede klasse. In het seizoen 2016/17 keerde de club terug op het een na hoogste niveau (Prva Liga Federacija).

## Erelijst
| Internationaal                |    |                                |
| Mitropacup                    | 1x | 1985                           |
| Nationaal                     |    |                                |
| Joegoslavische Tweede divisie | 1x | 1983/84 (west)                 |
| Bosnische Tweede divisie      | 1x | 1997/98 (zuid)                 |
| Bosnische Derde divisie       | 1x | 2006/07 (west), 2016/17 (west) |

## NK Iskra in Europa
Uitslagen vanuit gezichtspunt NK Iskra Bugojno
| Seizoen | Competitie | Ronde            | Land               | Club             | Totaalscore | 1e W    | 2e W    | PUC |
| ------- | ---------- | ---------------- | ------------------ | ---------------- | ----------- | ------- | ------- | --- |
| 1985    | Mitropacup | Groep            | Vlag van Italië    | Atalanta Bergamo | 2-1         | 2-0 (T) | 0-1 (U) | 0.0 |
|         |            | Groep            | Vlag van Tsjechië  | Baník Ostrava    | 2-1         | 1-0 (T) | 1-1 (U) | 0.0 |
|         |            | Groep (Kampioen) | Vlag van Hongarije | Békéscsabai ESSC | 5-1         | 1-1 (U) | 4-0 (T) | 0.0 |

Bratstvo ·
Budućnost ·
Goražde · 
Gornji Rahić ·
Gradina Srebrenik ·
Jedinstvo ·
Radnik ·
Radnički ·
Stupćanica Olovo ·
TOŠK ·
Tomislav ·
Travnik ·
Tuzla City · 
Vis Kosovo ·
Čelik Zenica ·
Zvijezda